# 1909年の政治
1909年の政治（1909ねんのせいじ）では、1909年（明治42年）の政治分野に関する出来事について記述する。

## できごと

### 1月
- 1月28日 - アメリカ軍、キューバから撤退。

### 2月
- 2月9日 - モロッコに関する独仏協定締結。

### 3月
- 3月4日 - ウィリアム・タフトが第27代アメリカ合衆国大統領に就任。
- 3月31日 - 鉄道国有法公布。

### 4月
- 4月27日
  - ベネズエラ大統領にゴメスが就任。
  - オスマン帝国でスルタンアブデュルハミト2世が廃位され、メフメト5世が即位。

### 5月
- 5月6日 - 新聞紙法公布施行（新聞紙条例失効）。

### 6月
- 6月2日 - オーストラリア首相にアルフレッド・ディーキンが就任。
- 6月14日 - 伊藤博文が韓国統監を辞任。後任に曾禰荒助。

### 7月
- 7月6日 - 韓国併合の方針を閣議決定。
- 7月14日 - ドイツ帝国宰相にテオバルト・フォン・ベートマン・ホルヴェークが就任。
- 7月16日 - イラン立憲革命で立憲派が首都テヘランを制圧する。
  - モハンマド・アリーが退位し、アフマドが即位。

### 8月
- 8月5日 - イラン第二国会再開。

### 9月
- 9月4日 - 満州及び間島に関する日清協約調印。

### 10月

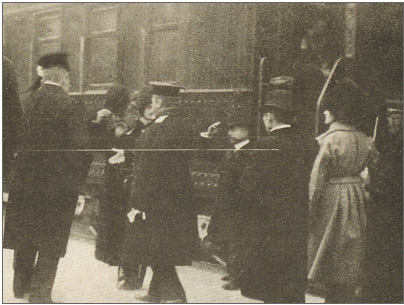
ハルビン駅に到着した伊藤博文。

- 10月24日 - 露伊協定（ラコニギ協定）成立。
- 10月26日 - 伊藤博文が哈爾浜駅で安重根に暗殺される。
- 10月29日 - 韓国銀行（後の朝鮮銀行）設立。

### 11月
- 11月4日 - 伊藤博文の国葬が日比谷公園で営まれる。

### 12月
- 12月4日 - 大韓帝国の政治結社一進会が韓日合邦を要求する声明書を発する。
- 12月7日 - ベルギー王レオポルド2世が崩御。
- 12月22日 - 第26議会召集。
- 12月27日 - ベルギー王アルベール1世が即位。